# Ophiomyia melandryi
Ophiomyia melandryi is een vliegensoort uit de familie van de mineervliegen (Agromyzidae). De wetenschappelijke naam van de soort is voor het eerst geldig gepubliceerd in 1924 door de Meijere.